# Japan Freight Railway Company
Die Nippon Kamotsu Tetsudō K.K. (jap. 日本貨物鉄道株式会社, kurz JR貨物, jeiāru kamotsu; engl. Japan Freight Railway Company, kurz JR Freight bzw. JRF)  ist eines der sieben Nachfolgeunternehmen der Japanese National Railways (JNR).
Sie wurde am 1. April 1987 im Zuge der Privatisierung des Eisenbahnsektors in Japan gegründet und betreibt landesweit den Schienengüterverkehr. Sie befindet sich zu 100 % im Besitz einer Selbstverwaltungskörperschaft (dokuritsu gyōsei hōjin) unter MLIT-Aufsicht, der tetsudō kensetsu un’yu shisetsu seibi shien kikō (鉄道建設・運輸施設整備支援機構, wörtl. etwa „Organisation zur Unterstützung von Einrichtung und Erhaltung von Eisenbahnbau und -verkehr“, engl. Japan Railway Construction, Transport and Technology Agency).

## Unternehmenszahlen
Die JR Freight befährt ein Liniennetz von ca. 8200 km mit 243 Bahnhöfen. Auf diesem sind täglich im Schnitt 479 Züge unterwegs. Diese legen 193 000 Zug-km pro Tag zurück und erbringen eine Verkehrsleistung von 20,7 Mrd. Tonnen-km pro Jahr. Insgesamt wurden 30,3 Mio. Tonnen Güter transportiert (Stand 1. April 2015).

## Streckennetz

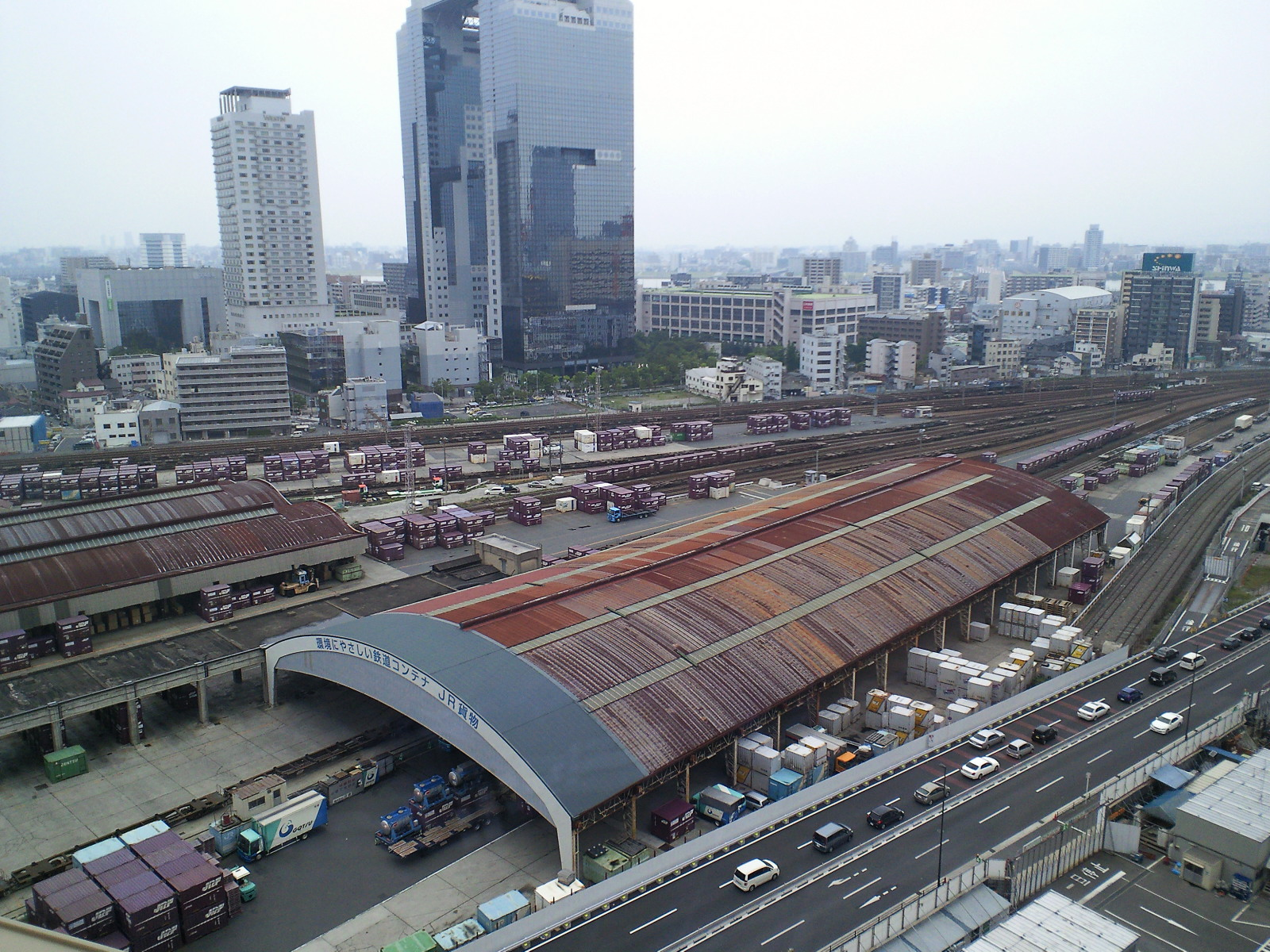
Umeda-Güterbahnhof in Osaka, Juni 2011

Die JR Freight besitzt lediglich ca. 50 km eigene Strecken. Diese sind hauptsächlich Anschlussstrecken zu den einzelnen Güterbahnhöfen der Gesellschaft. Diese sind mit den ca. 19 800 km langen Streckennetzen der sechs im Personenverkehr fahrenden regionalen Japan-Railways-Gesellschaften verbunden, die von der JR Freight mitbenutzt werden. Diese Streckennetze sind in Kapspur gehalten und mit 1500 V Gleichspannung oder 20 kV, 50 Hz bzw. 60 Hz Wechselspannung elektrifiziert. Das regelspurige Shinkansen-Hochgeschwindigkeitsnetz wird für den Güterverkehr nicht genutzt. Mit Aufnahme des Shinkansen-Verkehrs durch den Seikan-Tunnel im Jahr 2016 ist dieser Streckenabschnitt der erste mit Shinkansen/Güterzug-Mischverkehr.

### Liste der Eisenbahnstrecken im Besitz der JR Freight
| Linie                | Strecke                                  | Präfektur | Distanz (km) |
| -------------------- | ---------------------------------------- | --------- | ------------ |
| Hokuriku-Hauptlinie  | Tsuruga–Tsuruga-Minato                   | Fukui     | 2,7          |
| Kagoshima-Hauptlinie | Kashii–Güterbahnhof Fukuoka              | Fukuoka   | 2,2          |
| Kansai-Hauptlinie    | Yokkaichi–Shiohama                       | Mie       | 3,3          |
| Kansai-Hauptlinie    | Hirano–Kudara                            | Osaka     | 1,4          |
| Ōu-Hauptlinie        | Tsuchizaki–Akitakō                       | Akita     | 1,8          |
| Senseki-Linie        | Rikuzen-Yamashita–Ishinomakikō           | Miyagi    | 1,8          |
| Shin’etsu-Hauptlinie | Stellwerk Kami-Nuttari–Higashi-Niigatakō | Niigata   | 3,8          |
| Shinminato-Linie     | Nōmachi–Güterbahnhof Takaoka             | Toyama    | 1,9          |
| Tōkaidō-Hauptlinie   | Stellwerk Sannō–Nagoya-Minato            | Aichi     | 6,2          |
| Tōkaidō-Hauptlinie   | Stellwerk Suita–Ōsaka Kamotsu Terminal   | Osaka     | 8,7          |
| Uetsu-Hauptlinie     | Sakata–Sakatakō                          | Yamagata  | 2,7          |

## Rollmaterial

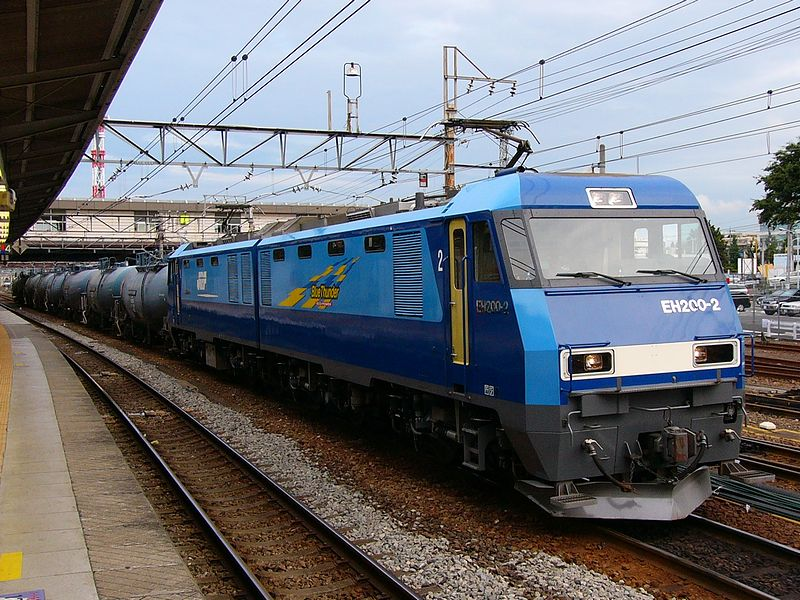
JR Freight Klasse EH200 mit Güterzug im Juli 2004

Aufgrund der verschiedenen Stromsysteme in Japan besitzt die JR Freight Triebfahrzeuge für Gleichstrom, Wechselstrom und Mehrsystemfahrzeuge. Insgesamt besitzt die Gesellschaft 442 Elektrolokomotiven, 175 Diesellokomotiven und 42 Triebwagen. Dazu besitzt sie 7472 Containertragwagen und 79 sonstige Güterwagen. 1869 Güterwagen anderer Unternehmen sind in den Bestand von JR Freight eingestellt (Stand 1. April 2015). Ein Teil dieses Rollmaterials wurde von der JNR übernommen. Teilweise wurden auch Fahrzeuge neubeschafft. Die JR Freight nimmt mit ihren lokbespannten Zügen eine Sonderrolle im ansonsten von Triebwagen geprägten Bahnbetrieb in Japan ein. So war sie bis 2010 das einzige Nachfolgeunternehmen der JNR, dass seit der Privatisierung 1987 neue Lokomotiven in Dienst stellte. Dies waren seit 1990 die elektrischen Lokomotiven EF200, ab 1992 die Diesellokomotiven DF 200, ab 1996 die elektrischen Lokomotiven EF210 und ein Jahr später EH500. Im Jahr 2001 wurden mit den Elektrolokomotiven EH200 und EF510 zwei neue Baureihen in Dienst gestellt. Eine Variante der Letztgenannten wurde von JR East 2010 als Personenzuglokomotive für den später eingestellten Nachtzugverkehr übernommen. Im gleichen Jahr stellte die JR Freight mit den HD300 ihre ersten Hybridlokomotiven in Dienst.
- Diesellokomotiven
  - JNR: DD51, DE10, DE11
  - JR: DF200, HD300, DD200
- elektrische Lokomotiven für Gleichspannung
  - JNR: EF64, EF65, EF66, EF67
  - JR: EF200, EF210, EH200
- elektrische Lokomotiven für Wechselspannung
  - JNR: ED76, EH800
- Mehrsystemlokomotiven
  - JNR: EF81
  - JR: EF510, EH500
- Gütertriebwagen M250
- Güterwagen mit einer Kapazität bis zu 36 Tonnen
- Güterwagen für Automobile, Lastkraftwagen und Container
- Großroßraumgüterwagen mit einer Kapazität bis zu 80 Tonnen

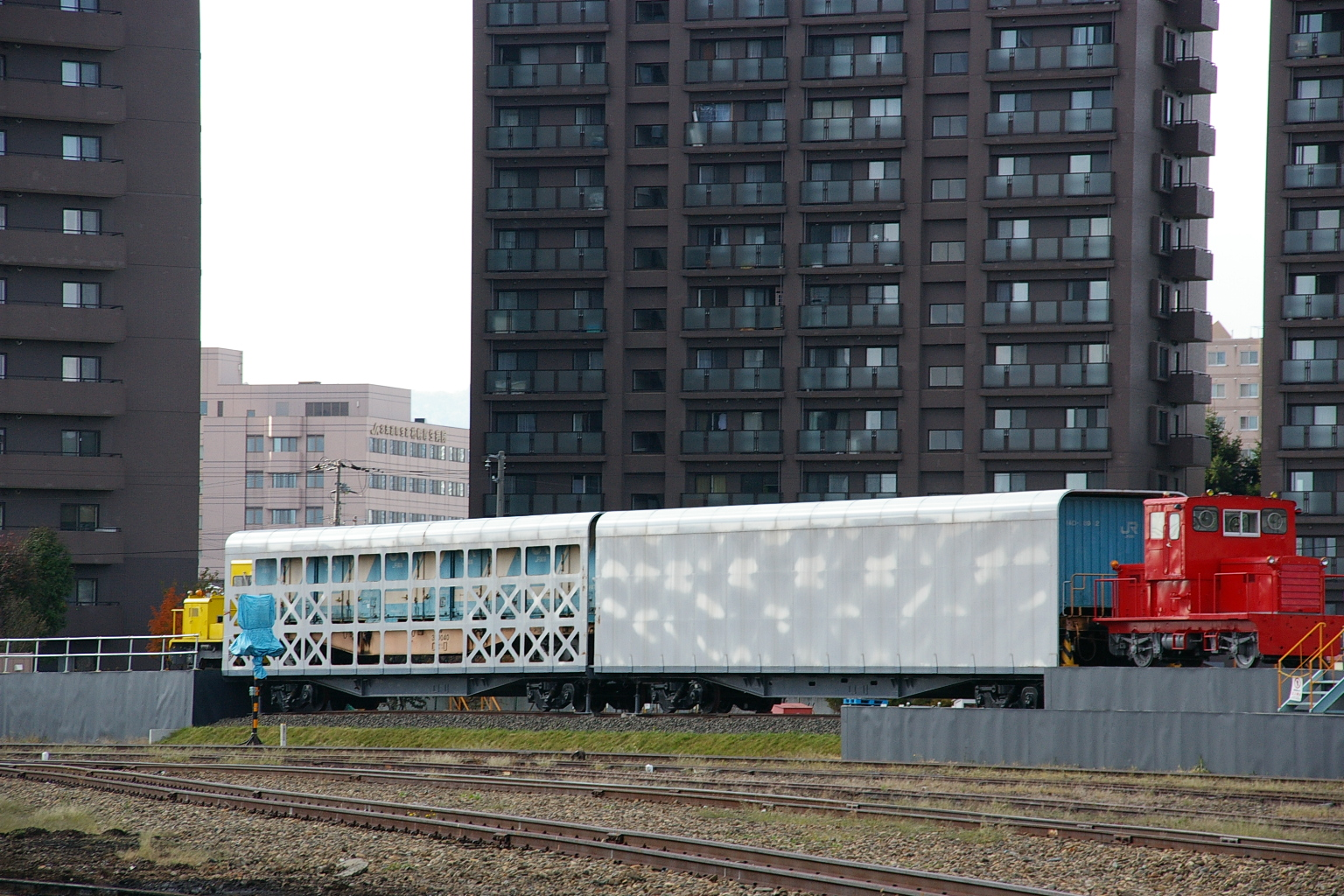
Ein „Train on Train“ Mockup am Bahnhof Naebo, Sapporo im Oktober 2008

- Kohle- und Schüttgutwagen

### Fahrzeugneuentwicklungen
Durch die Eröffnung der Hokkaidō-Shinkansen von Aomori nach Hokuto 2015 wird der Seikan-Tunnel für die fahrenden langsamen Güterzüge wegen fehlender Trassen nicht mehr nutzbar sein. Die JR Hokkaidō und die JR Freight arbeiteten deshalb an Konzepten für 200 km/h schnelle Hochgeschwindigkeitsgüterzüge. Diese sollen die Strecke zusammen mit den Shinkansen-Zügen im Mischverkehr nutzen können. Hierzu wurde die Schnellfahrlok EH800 entwickelt, die dann die sogenannten Train on Train (トレイン・オン・トレイン, Torein on Torein, dt. „Zug fährt Zug“) bespannen sollte. Dieses Projekt sah vor, dass die Kapspur-Züge, ähnlich wie beim Rollwagen-System, auf einem normalspurigen vollständig verkleideten Wagenzug fahren. Dieser schützt die Ladung vor den Druckschwankungen durch entgegenkommende Schienenfahrzeuge im Tunnel. Praktisch wurde das Vorhaben nicht umgesetzt, der Seikantunnel wird von regel- und kapspurigen Zügen befahren.

## Transportgüter
| Jahr                      | 1987  | 2004  | 2005  | 2006  | 2007  | 2008  | 2009  | 2010  | 2011  | 2012  | 2013  | 2014  |
| Frachtvolumen (insgesamt) | 56,27 | 37,05 | 37,11 | 36,61 | 36,19 | 33,08 | 31,05 | 30,98 | 29,83 | 29,99 | 31,00 | 30,31 |
| davon Container           | 13,81 | 21,98 | 22,35 | 23,18 | 23,41 | 22,17 | 20,35 | 20,47 | 19,61 | 20,51 | 21,51 | 21,54 |
| davon Massengüter         | 42,46 |       |       |       |       |       | 10,70 | 10,51 | 10,22 | 09,47 | 09,49 | 08,76 |

Das Ladungsvolumen der JR Freight geht seit Jahren zurück. Transportierte man im Gründungsjahr 1987 56,3 Mio. Tonnen, waren es 2005 nur noch 37,1 Mio. Tonnen und 2014 etwas über 30 Mio. Tonnen. Umgekehrt stieg die Containerisierungsrate deutlich an. Wurden im Gründungsjahr lediglich 25 % des Gütervolumen in Containern bewegt, so waren es 2005 bereits 60 % und 2014 71 %. Für diesen Verkehr hält die JR Freight insgesamt 66 900 eigene und 17 751 private speziell für das japanische Lichtraumprofil geeignete Container vor.
Bei den Massengütern dominierten 2014 Mineralöl und -produkte mit 65 %.